# Live at the Z Club
Live at the Z Club – album koncertowy wydany w formacie kasety kompaktowej anarchopunkowy zespół Oi Polloi ze Szkocji. Materiał został wydany przez firmę Ruptured Ambitions w 1994.

## Utwory
1. Resist The Atomic Menace
2. Pigs For Slaughter
3. Nuclear Waste
4. Punx Picnic
5. The Greatest Working Class Rip-Off
6. The Only Release?
7. Rich Scumbag
8. Victims Of A Gas Attack
9. Stop Vivisection Now!
10. Bash The Fash
11. When Two Men Kiss
12. Guilty
13. Kill The Bill
14. Hunt The Rich
15. Free The Henge
16. Helmut Kohl
17. The Right To Choose
18. Nazi Scum
19. If The Kids Are United